# Pontobdella muricata
Pontobdella muricata là một loài hải sâm thuộc họ Piscicolidae. Nó là một loại ký sinh của cá và có nguồn gốc từ đông bắc Đại Tây Dương, biển Baltic, biển Bắc và Địa Trung Hải.

## Miêu tả
Pontobdella muricata là một con đỉa hình trụ dài, hơi dẹt, thu hẹp ở hai đầu. Nó có một số vòng được kết lại, không tương ứng với phân đoạn bên trong của nó, và là một trong những con đỉa biển lớn nhất, với chiều dài lên tới 10 cm (4 in) khi nghỉ ngơi và tăng gấp đôi chiều dài khi kéo dài. Đầu trước có một mút mà nó dùng để ăn, và đầu sau mang một mút khác mà nó bám vào vật chủ của nó. Da sần sùi và được bao phủ bởi những mụn cóc nhỏ; màu sắc khác nhau, đỉa con thường có màu đen hoặc xanh đậm với những đốm nhỏ, trong khi con trưởng thành có màu xám nhạt, nâu hoặc xanh ô liu.

## Phân bố và nơi ở
Có nguồn gốc từ đông bắc Đại Tây Dương, loài này trải dài từ Bắc Cực, biển Baltic và biển Bắc, đến Địa Trung Hải. Nó cũng đã được báo cáo từ Hoa Kỳ, Canada, Namibia và Pakistan, nhưng một số trong những bản báo cáo này có thể là do xác định sai. Nó được tìm thấy dưới đáy biển ở độ sâu xuống khoảng 100 m (330 ft) và bám vào những con cá lớn.

## Hệ sinh thái
Con đỉa này là một ký sinh trùng bên ngoài của các loài cá sụn như cá đuối điện (Torpedo marmorata), cá đuối gai độc (Dasyatis pastinaca) và cá đuối gai (Raja clavata) và ít gặp hơn là cá xương thật (Pleuronectes platessa), cá mù làn đen (Scorpaena porcus) và cá mù làn đỏ (Scorpaena Scrofa). Nó bám vào mang, bụng và gốc vây của vật chủ nơi nó ăn bằng cách hút máu. Nó hoạt động vào ban ngày, giữ cho nó bất động và cuộn một phần, được gắn bởi mút sau của nó, nhưng hoạt động vào ban đêm, khi nó ăn. Nó có thể tách khỏi vật chủ và bơi bằng cách làm phẳng cơ thể. Nó là vật chủ trung gian của loài động vật nguyên sinh Trypanosoma raiae mà nó mang trong ruột và truyền đến các tia.

## Sinh sản
Giống như tất cả các loài đỉa, P. muricata là một loài lưỡng tính và thụ tinh bên trong cơ thể. Những quả trứng đi qua âm vật nơi mỗi quả được bao bọc trong một cái kén hình cầu. Chúng được gắn vào vỏ hai mảnh vỏ hoặc dạ dày rỗng dưới đáy biển và lúc đầu nhợt nhạt nhưng tối dần theo tuổi. Chúng thường được nhóm lại với nhau một cách bất thường, mỗi cái có một cuống xoắn, mảnh, nối với nhau thành một cái kẹp lan rộng, có màng. Hình cầu được lấp đầy bằng một vật liệu dày, sền sệt với phôi đang phát triển xoắn ốc bên trong. Khi nó dài gần 2,5 cm (1 in) và sẵn sàng nở, một cặp nhỏ nhô ra, tròn ở bên cạnh quả cầu rơi ra cho phép con đỉa non xuất hiện và tìm kiếm một con cá chủ thích hợp.

## Hình ảnh

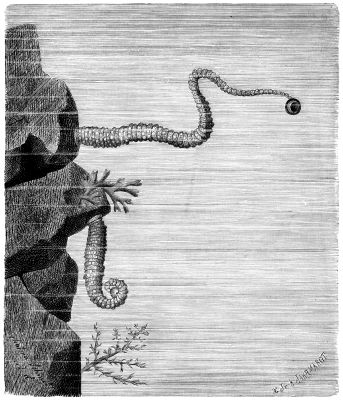
Bản vẽ của p. muricata bởi Alfred Brehm năm 1887
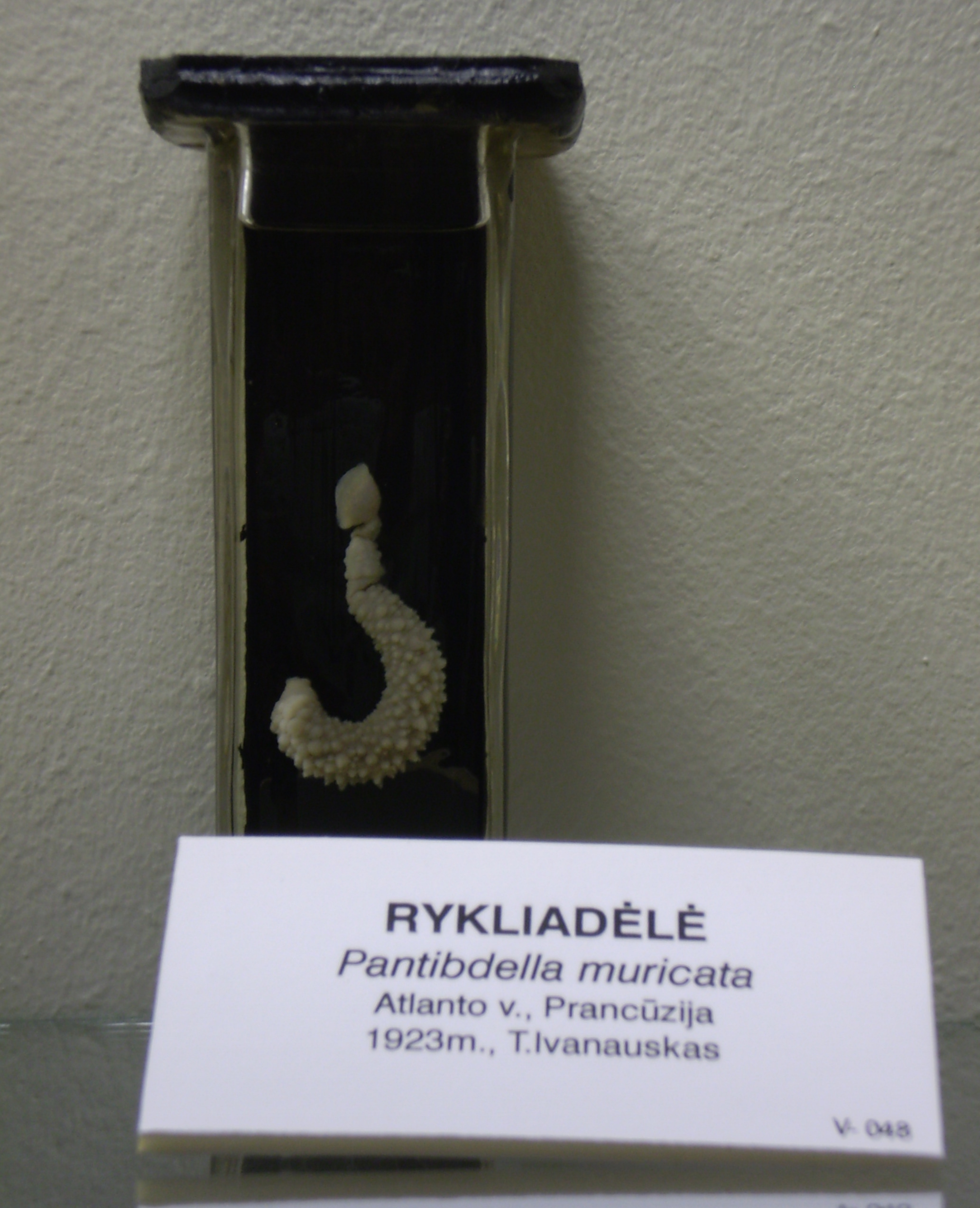
Một con p. muricata được trưng bày tại Bảo tàng Kaunas, Litva
Một bản vẽ của p. muricata tại Bảo tàng Anh Một bản vẽ của p. muricata tại Bảo tàng Anh